# 沈炎
沈炎（？—1262年），字若晦，嘉兴府（今浙江省嘉兴市）人。南宋大臣，宋理宗时权参知政事。
宋理宗宝庆二年（1226年）沈炎中进士。由嵊县主簿转任广西经略司准备差遣。以湖南安抚司干办公事，击破郴州李元砺起事有功，改知金华县。历任沿江制置司干官、和州（治今安徽省和县）通判、枢密院编修、监察御史、右正言、左司谏、殿中侍御史。他担任谏官时，弹劾罢免了右丞相丁大全及其党羽，被公论所称赞。但又弹劾高斯得、李曾伯及左丞相吴潜等正直大臣，时论说他“不辨君子小人”。升任同签书枢密院事兼太子宾客。景定元年（1260年）加端明殿学士、同签书枢密院事。景定二年（1261年）拜同知枢密院事，兼权参知政事。景定三年（1262年），沈炎进大学士，致仕，不久去世，赠少保。

## 延伸阅读
[在维基数据编辑]
 《宋史/卷420》，出自脱脱《宋史》